# 권정호 (화가)
권정호(한국 한자: 權正浩, 1944년 4월 28일 ~ )는 대구에서 활동하고 있는 대한민국의 화가이자 조각가이며 교육자이다. 그는 추상, 신표현주의, 포스트 모더니즘 운동에 영향을 받은 작가이다. 그의 작업에서는 공의셨던 아버지의 영향으로 어린시절부터 가진 인간의 삶과 죽의 문제에 대한 관심이 반영된 해골 형태를 주로 확인할 수 있다. 평면과 설치, 구상과 추상의 범주를 넘나 드는 그의 대표 작업으로는, 단색 회화 및 점 시리즈, 사운드 시리즈, 해골 시리즈 등이 있다.

## 학력
- 종로국민학교 졸업
- 계성중학교 졸업
- 계성고등학교 졸업
- 계명대학교 미술공예학과 졸업
- 프랫 대학교 대학원 순수미술학과 졸업
- 계명대학교 교육대학원 미술교육학과 졸업

## 생애 및 교육
1944년 4월 28일 경상북도 칠곡에서 공의의 자식으로 태어났다. 해방직전에 태어난 그는 한국전쟁과 그 이후 틀이 잡히지 않은 사회를 겪으며 성장하였다. 1950년 수창초등학교에 입학하였으나 한국전쟁을 피해 밀양(연정)으로 피난을 갔다. 1956년 종로국민학교를 졸업하고 1959년부터 1963년까지 계성고등학교에 재학했다. 그는 이 시절 김태한 선생과 허종중 선생이 지도하던 사진반에서 사진 기술을 익혔지만, 예술가가 되려는 계획을 하진 않았다. 이후 의대 진학에 실패하며 1964년 사회적으로 유용했던 토목건축과(청구대학교)에 입학하였으나, 1965년 자신의 적성의 맞는 길을 가고자 계명대학교 미술공예학과로 재입학하여 예술 학도의 길을 걷기 시작했다. 이 시절 조각가 남철, 공예가 김광현, 화가 서석규의 강의를 들었으며, 그의 초기 작업에 영향을 준 정점식 교수와 서동균 서예가의 제자로 1972년 졸업한다. 1975년 현재의 아내를 만나 결혼하여 슬하에 1명의 자녀를 두었으며, 1973년~1982년엔 계명대학교 교육대학원에서 미술교육학과 석사를 취득한다. 이후 1983년부터 86년까지 유학길에 올라 뉴욕 프랫인스티튜트에 재학하며 코린 로빈스, 구라하라와 켈빈 알버트의 지도아래 회화 전공의 순수미술 석사학위를 취득했다.

## 직업
권정호는 1972년 안동 경안중학교와 대구 오성고등학교, 경명여자중학교에서 미술을 가르치며 교육자로서도 활발한 활동을 시작했다. 1979년 효성여자대학교, 경주 동국대, 계명대학교, 계명전문대학교, 한사실업전문대학교, 신일전문대학교에서 강사 활동을 시작으로, 1982년 대구대학교 교수로 임명되어 2009년까지 재직하였다. 1996년부터 1999년까지 한국미술협회 대구광역시 회장, 한국미술협회 부이사장 겸 전국지회 지회장으로 재임하며, 1997년 지역 미술계, 학계, 언론계 및 문화계 등 뜻을 같이한 24명과 함께 대구시립미술관건립추진위원회 구성하고 서명운동, 기금마련 전시 등 대구미술관 건립을 위한 활동에 집중하였다. 이후 2002년에서 2006년까지 한국예술문화단체총연합회 대구광역시연합회 회장으로 활동하였다. 2022년 대구광역시 원로예술인 구술기록사업 화가로 선정되었으며, 2024년 대구 최초 사립 미술관인 권정호 미술관을 설립하며 현재까지도 지역 화단에서 작가로 활발히 활동하고 있다.

## 작품 활동

#### 1970-1980년대

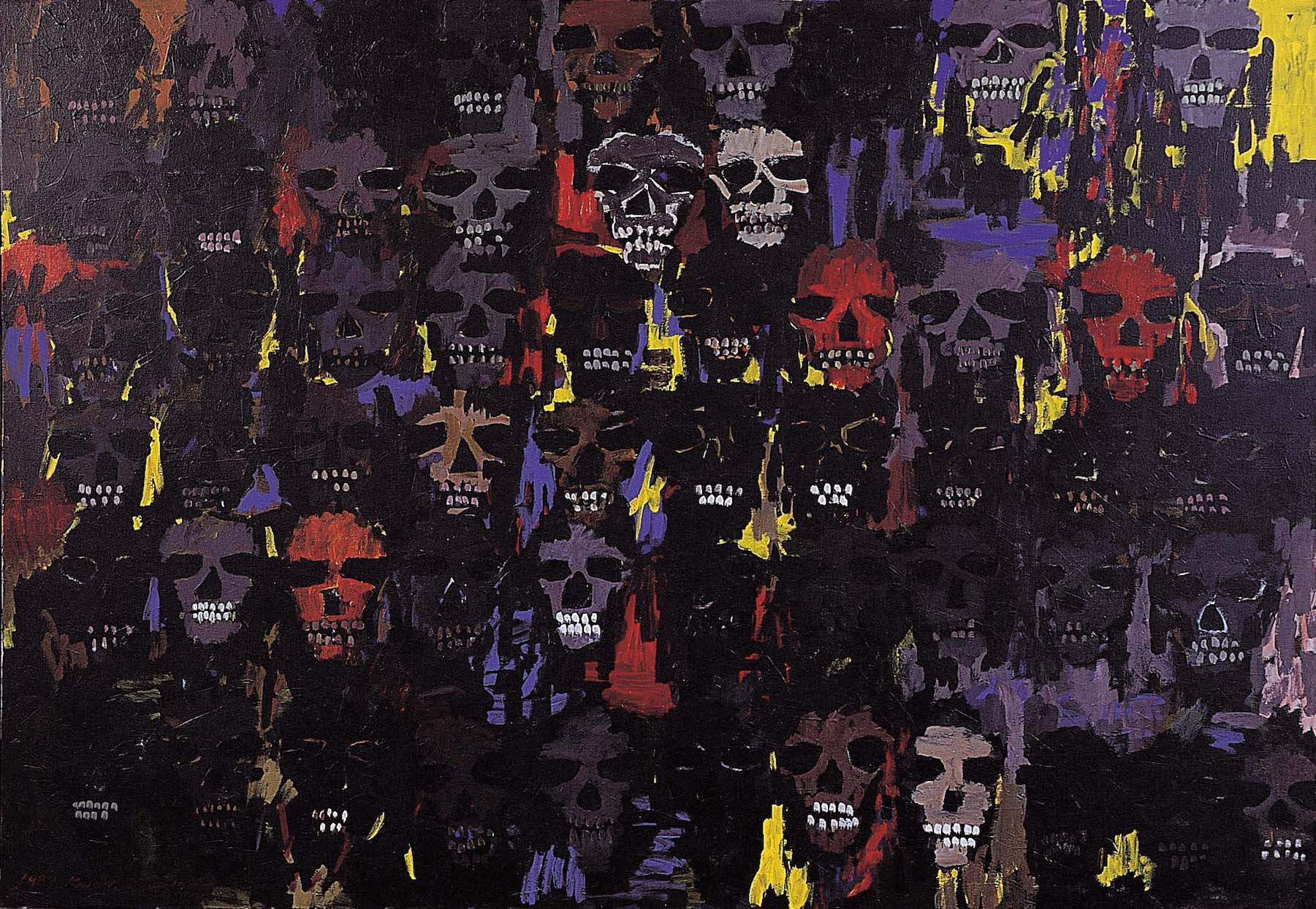
권정호 작가의 해골 시리즈 작품, 국립현대미술관 소장.

1969년 군복무를 마친후 학교로 돌아온 권정호는 추상미술에 관심을 가졌다. 1970년대 초 청목회(71년창립), 이집회, 신조회 등을 중심으로 작가 활동을 시작한 그는 당시 스승 정점식 교수와 조각가 남관의 영향으로 문자와 점으로 구성된 추상 작품을 주로 제작했다. 이 시기 그는 미공보원(USIS)이 들여오던 일본과 미국 등의 서구의 잡지와 책을 통해 뒤샹과 제스퍼존스 등 해외 작가와 작품들을 접한다. 새로운 것에 관한 관심과 갈증이 넘처나는 시대 속에서 그 역시도 미술의 근원을 찾으려는 시도를 했다. 그는 창호지의 구멍 형태로 된 점을 그리거나 붙이는 식의 점 시리즈를 제작하였는데, 후에 말하기를 초기 점의 형식은 자신의 삶과 문화에서 영감을 받았다고 언급하였다. 초기의 앵포르멜적인 추상화에서 형식을 위한 문자, 이후 점, 선, 면으로 관심이 전환되며 1980년대엔 보다 개념적 접근을 시도하였다. 첫 시도로 그는 서양 미술사조의 영향을 받은 미니멀, 모노크롬 화풍이 지배적이던 당대 국내 미술의 자체적인 역사, 개념적 의미의 결핌을 비판하며 ‘바보의 미장’(1981)을 제작한다. 

#### 1980-1990년대
추상표현주의 이후 신표현주의와과 포스트모더니즘이 한창이던 1980년대 미국에서 유학중이던 권정호는 자신의 문화적 배경을 탐색하고, 작품의 당위성을 찾는 과정을 겪는다. 그는 몸이 체득한 것을 꾸밈없이 그대로 표현하는 것, 잘 그리려는 것이 아닌 나오는 것을 그대로 그려내는 것을 동양적 정신과 연결 시켜 연구한다. 이 시기에 그는 길거리에 버려진 스피커에서 영감을 받아 당시 자신의 현실과, 불안하고 신경증 넘치는 현대인을 스피커의 형태 또는 오브제, 빠른 붓질과 원색으로 표현한 사운드 시리즈를 제작한다.
1980년 후반 그의 작품은 소리에서 해골로 이어졌다. 사회적 억압을 표현하고자 처음 해골을 사용한 그는 해골 시리즈를 통해 ‘사고’, ‘밤’, ‘분노’, ‘공포’, ‘죽음’등과 같은 주제로 자신이 전쟁과 과도기적 사회에서 자라오면서 겪은 해결되지 않은 개인적, 사회적 불안과 고통을 표현했으며 1990년대엔 강렬한 색채와 두드러지는 선을 사용한 다양한 표현의 변주를 보였다.

#### 1990-2000년대

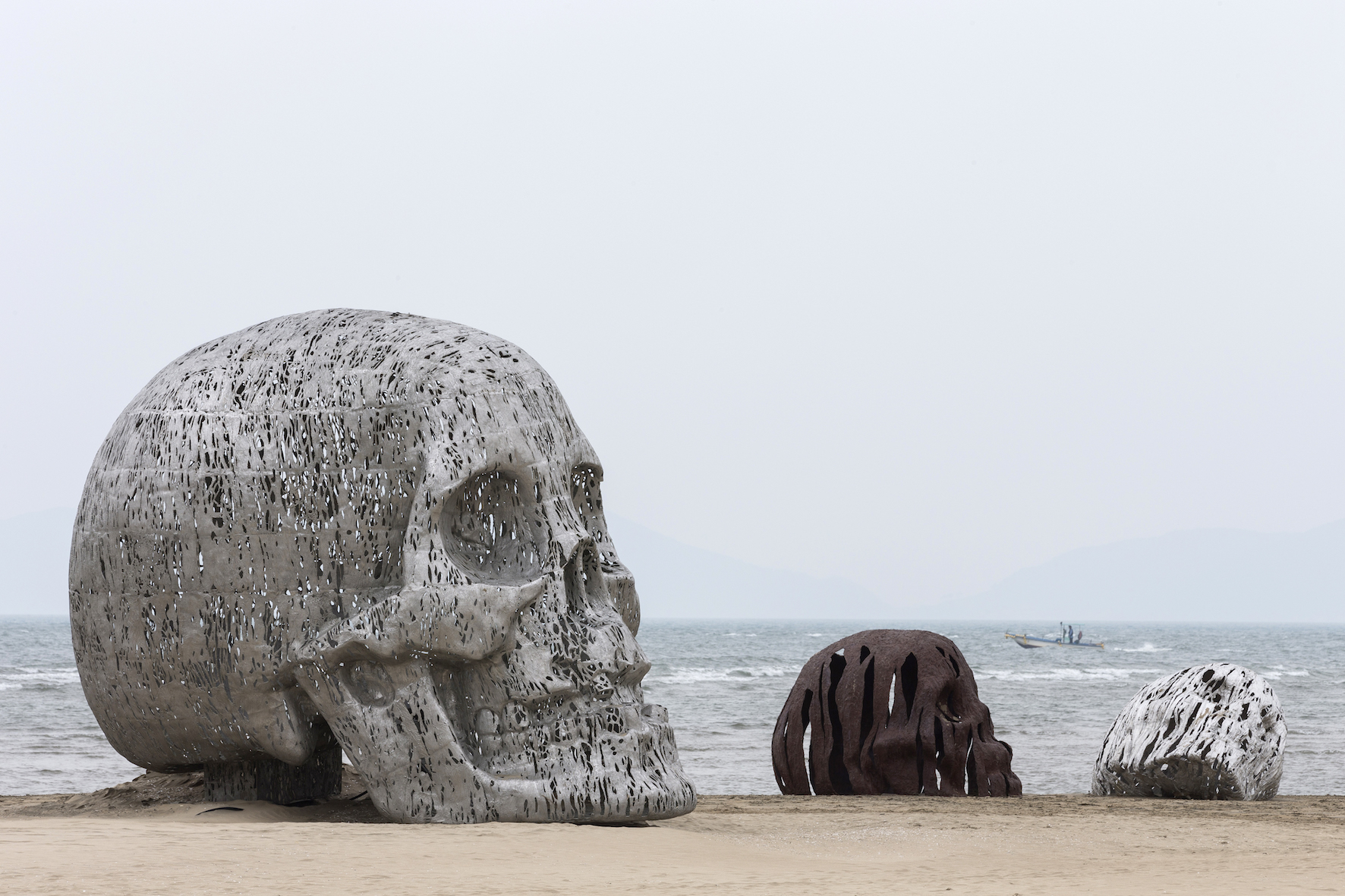
2017 바다미술제, 부산비엔날레에 참여한 권정호 작가 작품, 시간의 거울 4.

1990년대 그는 작품의 가장 큰 표현수단으로 선을 사용한다. 이 시기엔 해골을 선을 해체하고, 감정과 의식, 기 같은 흐름을 선으로 표현했다. 1990년대 중반에 시작된 선 시리즈는 동적인 흐름을 더 강하게 드러내며 단순한 선보다는 붓질이라는 행위의 측면이 강조되었다. 후기의 선에선 자신의 문화적 정체성을 인식하고 표현하는 시도를 했다. 2000년대엔 추상표현을 넘어, 인물, 삶의 장면, 정물, 산수와 같은 구상적인 표현에도 선을 자주 사용했다. 

#### 2000-2010년대
2000년대의 그의 작품은 실제 사건들의 영향을 받는다. 유학시절부터 나타난 사회 문제에 대한 권정호의 관심은 1995년 대구에서 일어난 ‘상인동 가스폭발사고’를 기점으로 작품에 본격적으로 표현되기 시작했다. 2000년대엔 자신이 활동하던 대구 지역의 사람들이 모이는 역,공항, 시내 등의 사람들의 모습을 여행이라는 개념으로 담으며 일상, 고독과 같은 사회의 이야기를 선으로 단순화 또는 추상화하여 표현하였다. 
특히 2003년 ‘2.18 대구지하철사건’으로 가까운 사람들과 작가의 제자가 세상을 떠나며 큰 충격에 빠진 그는, 한 시대를 사는 작가로서 작품을 통해 사회적 증언, 기록을 남겨야한다는 신념으로 ‘지하철 시리즈’를 제작한다. 그는 참사의 흔적 뿐만 아니라 분노한 군중과 책임자들, 항거, 추모 속 종교의 모습 등 사고를 둘러싼 현장의 모습들을 하나의 기록으로 남기고자 했다. 이 시기 그는 날것의 현장을 관조하기 위해 종이죽과 같은 소재를 고안하고 사용하기 시작하였다. 그는 관찰과 공감을 통해 지역 사회의 현실을 보여주고 상처받은 이들에게 위로를 전달하려 하였으며, 이후엔 ‘청년실업’, ‘개인주의’와 같은 한국 사회 전반의 문제로 관심을 확장 시켜갔다.
이러한 관심의 연장선에서 2013년 <미래를 통하는 문(정화의 공간을 선회하다)>를 제작하였으며, 홍순환 갤러리 쿤스트독 대표는 그의 작업을 이렇게 묘사하였다 : 

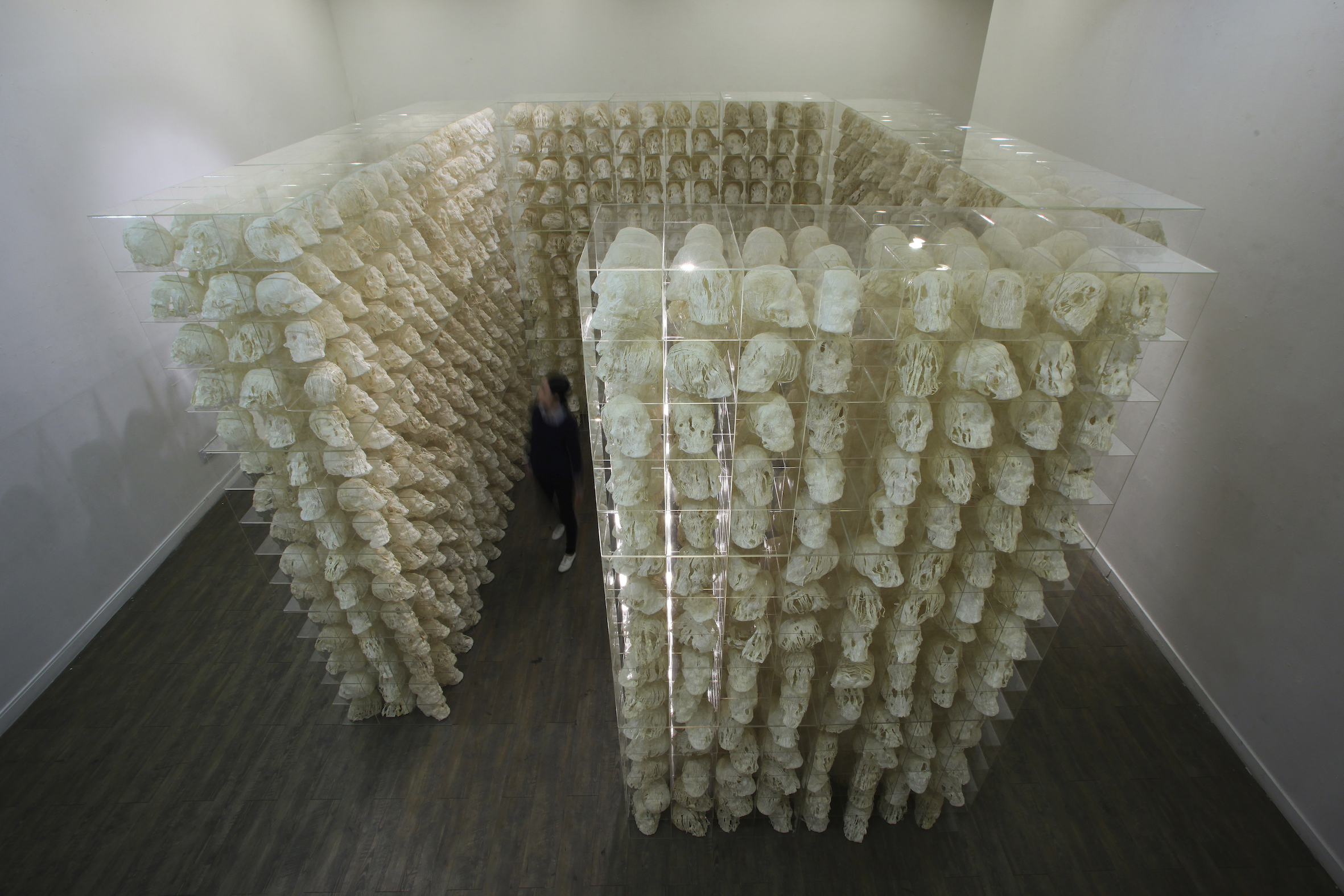
권정호 작가의 닥종이 해골 설치 작품, <미래를 통하는 문(정화의 공간을 선회하다)>, 대구미술관 소장.

“권정호는 이런 각성을 구체화하기 위해 무려 2000개가 넘는 닥종이 해골을 만든다. 여기서 이 수공에 의지한 반복 조형은 죽음의 과정과 그 순환을 환기시킨다는 측면에서 중요한 의미를 가진다. 끊임없이 반복되지만 그 자체는 세계와 연관된 죽음의 방식을 이미지로 기술할 뿐 죽음 자체를 해명하거나 주체의 결손을 보완하기 위한 시도는 아니다. 일종의 존재론적 질문을 거듭하고 또 거듭할 뿐이다. 따라서 까다로운 공정을 따라 쉼없이 반복되는 이 제작과정은 결과적으로 해골이라는 죽음의 이미지를 낳지만 그 이미지는 자체가 목적이 아니라 실존에 대한 고찰의 이행일 뿐이다.”

## 저서
- Works of Memory kwonjungho(2023)
- KWONJUNGHO (2024)

## 전시[7]
1985
- 권정호전, 한국문화원 화랑, 뉴욕, 미국
- 권정호전, 프렛 희긴스 홀, 뉴욕, 미국

1986
- 권정호전 '해골,소리전', 촌송화랑, 도쿄, 일본

1987
- 권정호전, 맥향화랑, 대구
- 권정호전, 두손 화랑, 서울

1991
- 권정호전, 맥향화랑, 대구

1998
- 권정호전, 시공갤러리, 대구

2000
- 권정호전, 이걸갤러리, 머레이, 켄터키, 미국

2002
- 권정호전, 대구 화랑제 우봉미술전시관, 대구

2003
- 권정호전, SIAF Shanghai Mart B-128, 상해, 중국
- 권정호전, KIAF 서울 COEX K-61, 서울
- 권정호전, ART'03 대구EXCO A-25, 대구

2005
- 권정호전, 상해미술관, 상해, 중국

2006
- 권정호전 '모더니즘적 환원주의전', 대구문화예술회관, 대구

2007
- 권정호전 '분지의 아픔,고통그리고 희망', 인사아트센터, 서울

2009
- 권정호초대전 ‘행복한 죽음’, 호반 갤러리&미디어실, 대구

2010
- 미래를 통하는 문, 쿤스트독갤러리, 서울
- 저 신비하고 경이로운 하늘을 보라, 갤러리소헌&소헌컨템포러러리, 대구

2013
- 삶을 비추는 죽음의 거울, 고리언 아티스터 프로잭트 시안미술관, 영천

2014
- 시간이동-대구사진비엔날레, SPACE129, 대구

2015
- 시간의 축적, 오스갤러리/ 아원/ 어울림/ 오스퀘어(전북대학교), 완주/ 전주

2017
- 권정호 코스쿤 숭고한 공간, 수성파트피아, 대구

2019
- 권정호 회고전 1971-2009, 대구문회관 미술관, 대구
- 기억공작소 뉴욕-1985, 봉산문화회관, 대구
- 권정호, 시로타갤러리, 도쿄, 일본

2024
- 낙원(樂園)과 죽음 Paradised : Paradise died, 권정호미술관 개관전, 대구

1971
- 제1회 청목회전(창립) 흔적.환상, 계명대학 미술관, 대구
- 제2회 청목회전 여심, 잔상, 공화화랑, 대구

1974
- 향토작가 초대전-시립도서관개관기념, 대구시립관, 대구
- 제4회 신조회작품전, 대구백화점 A화랑, 대구

1976
- 향토작가초대전-동아백화점 미술전시관 개관기념, 동아백화점, 대구
- 제5회 이집전, 대백화랑, 대구

1977
- 1977대구휘날레훼스티발 송년미술제, 시민회관전시실, 대구

1978
- 제14회 한국미술협회전, 국립현대미술관, 서울

1979
- 일한합동미술작품전-신조회, 복강천상화랑

1980
- 한국미협경북지부회원전-삼보화랑 개관기념, 삼보화랑, 대구
- 중,한미술교류전, 대북대만국립역사박물관, 대만

1981
- 제20회 청목회전-계명대학교 미술대학승격기념, 이목화랑, 대구
- 대구직할시 승격경축미술전, 시민회관 대전시실, 대구
- 향토작가 초대전, 대구시문화원, 대구

1982
- 28인의 이미지전-수화랑신축개관기념초대, 수화랑, 대구
- 현대미술전 - 82 지방미술단체전, 서울미술회관, 서울

1984
- 대구 서양화 60년사전, 동아미술관, 대구

1985
- Joong-Ang Art Exhibition, Korean Cultural Service Gallery, NY, USA

1986
- 한국의 현대미술, 대판부립현대미술센터, 일본

1987
- 한국현대미술전 80년대의 미술정황, 평안화랑-외3
- 평면과 입체의 대화, 부산화랑, 부산
- 한국의 미술:대구의 작가들, 대판부립현대미술센터, 일본
- 소형작업전 해골, 서울 수화랑, 대구 인공화랑
- 13회서울 현대미술제 해골군, 문예진흥원 미술회관, 서울
- 국제IMPACT 미술제, 경도시립미술관
- 교수작품전(대구대학교), 이목화랑, 대구

1988
- 한국현대미술 신세대 16인전, 신세계미술관, 과천
- 제14회 서울현대미술제 어머니...그리고, 한국문화진흥원미술회관, 서울
- 80년대 한국미술 위상전 해골, 아트포스트기획, 한강미술관, 서울
- 국제 Impact 미술제 제물, 경도국제미술센터
- 제8회 대구미술대전 초대작가전, 시민회관, 대구

1989
- 오늘의 지방작가전-금호미술관 기획, 금호미술관, 서울

1990
- 한중미술교류전 하늘90-4, 대구시민회관, 대구

1991
- 제7회 중한 미술교류전, 중화민국대중시
- 부산청년비엔날레 커미셔너 및 운영위원 초대전, 부산시민회관, 부산

1992
- 미술관 개관기념 기증 향토작가 작품전 동굴, 문화예술회관, 대구
- KBS영, 호남 미술교류 100인 초대전, 대구문화예술회관, 광주시립미술관
- 제4회 아주미술협회 연맹미전 해골들, 문화예술회관, 대구

1993
- 현대작가 14인전 Skeletions, 시공갤러리, 대구
- 서양화도입 70주년기념 대구비형상대전 무제, 문화예술회관, 대구
- 대구미술1, 만남 그 새로운 표현전 무제, 대백문화센터, 대구

1994
- 무등미술대전 10주년 기념 초대전, 광주시립미술관, 광주
- 제1회 대구미술초대전, 대구문화예술회관, 대구
- 제9회영호남(대구,광주)미술교류전, 대구문화예술회관, 광주시립미술회관

1995
- Exposicao de pinturas artisias coreands, Misool gongronco, Seul coreia
- ART SYNTHE전(창립), 대구문화예술회관, 대구
- 대구현대미술초대전, 문화예술회관, 대구
- 95오늘의 한국미술전 무제, 국립현대미술관, 과천
- 대구현대미술의 동향전, 광복50주년기념 원혼들, 문화예술회관기획, 대구

'1996
- Salon'd Automne 한국전, Association de salon dautomne
- '경북100주년기념 경북미술사진100년전 기, 경주문화예술회, 경주

1997
- 계성 90 미술전,계성미술90년사 소리, 대구문화예술회관, 대구
- 제3회 한일국제교류전 예감, 일본 궁성현예술협회, 대구문화예술회관, 대구
- LES aspet de coreen de I'art contemporain, Etienne de Causans
- 상해,대구미술,사진 작품전 천97-10, 중국상해미술관, 대구
- 대구미술 70년 역사전 소리85-Ⅲ, 문화예술회관, 대구
- 대구미술관 건립을 위한 ART FAIR-기금 마련전 하늘-기, 문화예술회관, 대구
- 97대구,아시아미술전, 대구문화예술회관/대구광역시/KBS대구방송총국/매일신문사
- 제5회 한국지성의표상 아카데미즘의흐름 읽기전 현대인, 원혼, 동덕아트갤러리, 서울

1998
- 제6회교수작품전 여명, 대구대학교 미술관, 대구
- 제32회 한국미술협회전 선으로부터 98-1, 예술의전당 미술관

1999
- An Aspect of Korean Contemporary Art Untiled, Gallery Arium, 미국
- 한국미술2000년전 선으로부터99-1, 선으로부터99-2, 덕원미술관/ 동덕아트겔러리 /웅전갤러리
- 99대구･밀라노 미술전 선으로부터 자연까지, 문화예술회관, 대구
- Confluence of Cultures Sound, Gallery Korea, NY, USA

2000
- 2000광주비엔나레 특별전 인간의 숲, 회화의 숲, 광주
- 한국 정수미술전 무제, 구미문화예술회관, 구미
- 무등 미술 대전, 광주시립미술관, 광주
- 대구미술100년전 선으로부터 자연까지, 문화예술회관, 대구
- Murray State Uni. 초대 대구대학교교수미전, Crurris center gallery, 켄터키, 미국

2001
- 우봉미술관 개관기념 초대전 오수, 우봉미술전시실, 대구
- An Aspect of Korean Contemporary Art Untitled, Korea Times Gallery, Toronto, Canada
- 2001달구벌축제 RLSUA 미술전 기-2001, 대구문화예술회관, 대구
- 제30회 신조미술협회전 U.S.A .Education, 대구문화예술회관, 대구
- 한국기초조형학회 Group of Skeleton, 대구대학교 전시관, 대구

2002
- 2002 현대미술의 초대전인간은 무엇이되어 어디로갈것인가?, 대구문화예술회관기획, 대구
- 일.한  국제교류전 모든 것은 하나, 궁성현 예술회관, 일본
- 대구-밀라노전 십자가2003, 대구문화예술회관, 대구
- 23개국 23명 초대 세계화가가 본 상해전 상해 심상1,2, 상해시청, 상해 중국
- 영남. 호남 그리고 충청, 대전시립미술관), 대전

2003
- 대구의 별들 특별전, 우봉미술전시관, 대구
- 뉴 프론티어전. 소리2003, 대구문화예술회관, 대구
- 대구,밀라노 마술전 untitleed-2003-11, 대구문화예술회관, 대구
- 한국회화 조명특별전 정물 2003-11, 광주비엔날레, 광주
- 6대광역시 미술작가초대전 0218-지하철, 제주신산갤러리, 제주
- 강소성.미술촬영.건축교류전, 중국 남경 예술학원 미술관, 중국

2004
- Art in Woobong 붓다, 우봉미술관, 대구
- 대구 중진작가 초대전 보이는것과 보이지 않는것, 대구문화예술회관, 대구
- SUM of the CONTEMPORARY ART 동시대미술의섬 개소리-1 10호, 대구문화예술회관, 대구
- 중국국제화랑박람회(북경 중국국제과기회전중심) 의자
- 아세아 국제미술전대구문화예술회관(6-9전시관)
- 전국예총 6대광역시 및 제주도 미술작가초대전, 울산문화회관, 울산
- 대안공간 Space 129 이전기념 특별전 무제2004-129,
- 봉산문화회관 개관기념전-대구미술의오늘전, 봉산문화회관, 대구
- 2004 상해▪대구국제예술교류전시회 크로스
- 2004 중국심양시초대 미술사진건축교류전 이현비현, 심양문연서화원
- 2004 GUANGZHOU INTERNATIONAL ART FAIR, art gallery mountin (booth:399/400), jinhan exhibtion center

2005
- KAF2005코리아 아트페스티벌 인생은 나그네, 세종문화회관 미술관, 서울
- 2005 FROM DAEGU-30년 메시지 전 (대구문화예술회관) 구름 -2005
- 2005대구상해국제예술교류전 A MonK, (대구문화예술회관)
- Art Singapore 2005 Subway 20030218, Suntec Singapore Level 4. Hall 402, Singapore
- 2005조형예술연구소- 해외전시회 및 학술발표, 소주대학교 중앙도서관 전시실, 중국”

2006
- NAVIGATE 2006, 대구문화예술회관, 대구
- Aesthticism & Communication전, 경북대학교 미술관
- 2006 한. 일 국제교류전(대구 센다이 미술 사진 건축), 대구문화예술회관, 대구

2007
- 2007 조형연구소 해외작품발표회 Skeleton 2006-1, 동경예술대학, 동경
- International Exchange Exhibition Going Together, 대구대학교 ArtGallery, 대구

2008
- Invited Faculty Exhibition Line-2007, The Clara M Gallery
- Yeongcheon Art Studio Open 개관전, 영천 창작 스튜디오, 영천

2009
- 2009 대구 아트 페어 (EXCO. B-29), 중앙갤러리, 대구
- 구미국제현대미술제, 구미문화예술회관, 구미
- 한.중수교 17주년 기념 특별기획 교류전 봉황137, 동방에서 날아오다, 상상미술관(북경-C*KOAS)

2010
- 맥향화랑 개관 34주년 기념전
- 「대구대교구 교구설정 100주년기념」한국가톨릭미술가 100인 초대전, 대구경북디자인센터, 대구
- 2010수성구미술가협회창립전,수성문화재단출범기념 특별초대, 수성아트피아, 대구
- Daegu Artfair, 겔러리 소헌&소헌 큰탬포러리 EXCO 3F-10, 대구
- 원로초대작가전 대한민국미술축전. 한국미술협회
- Collection Exhibition(소장전), AA gallery, 대구
- 쿤스트독 아티스트 클러스터 2010, Gallery KUNSTDOC, 서울

2011
- 강익중 권정호 전수천전. 2011대구세계육상선수권대회 기념특별전
- KIAF/11-시간의 거울&미래를 통하는 문, COEX, 서울
- Daegu Art Fair, 소헌 갤러리, Daegu EXCO, 대구
- 대구미술관 개관 주제전 2부 삶과 풍토전, 대구미술관, 대구

2012
- 대구문화상 수상작가 초대전, 대덕문화전당, 대구

2013
- Fashion with Pattern 특별기획전, 63스카이아트 미술관, 서울
- 이합과 집산 - 대한민국남부현대미술협회, 대구문화예술회관, 대구
- Parallax art fair (kwonjungho), Chelsea Town Hall, London, UK

2014
- CMCP( Collective Memory Collective Power), 온아트 지하철역/봉산문화회관, 대구
- 1973년 8월13일 종로에서 경상감영길까지(대구현대미술2014), 대구문화예술회관, 대구
- 나는 세개의 눈을 가졌다, 국립현대미술관 덕수궁미술관, 서울
- “2014 Haute Couture” 울산대구현대미술교류전, 울산 문화예술회관, 울산

2015
- "아트프로잭트울산 2015" “시간의 거울, 어느 병원”, 울산 중구청/ 문화의 거리, 울산
- 봉산 아트길 대구현대미술가협회, 봉산문화의 거리.갤러리상가 광장, 대구
- 증오로 타버린 해골, 전북문화예술회관, 전주

2016
- 대구의 추상미술(2016 소장작품으로본)대구문화예술회관 기획, 대구문화예술회관, 대구
- 대구미술 아우르기전,예술의 전당 한가람미술관, 서울
- Life Painting Artist “무제-1”, 대구문화예술회관, 대구
- 오 독불장군전 “ 시간의 거울”, 우종미술관, 보성

2017
- 바다미술제, 부산비엔날레, 부산
- 대구의 몸.그리다, 대구문화예술회관, 대구
- 현대미술의 흐름을 엿보다, 여수액스포 아트갤러리, 여수
- 바코드전, 양평미술관, 양평
- 권정호,코스쿤(숭고한 공간과 고귀한 흐름), 수성아트피아, 대구

2018
- 제44회 대구가톨릭미술가협회전 - 성모님과 함께, 드망즈갤러리, 대구
- 대구현대미술의 자화상, 대구문화예술회관, 대구
- 제 34회 대한민국남부현대미술제-응집에서 모멘텀으로, 갤러리조이, 부산
- 평창문화올림픽 Fire Art Festa 2018, 강릉

2019
- 개관 8주년 기념-미디어시티, 양평군립미술관, 양평
- 창립 10주년 기념-Star-up, 수성아트피아, 대구

2020
- 메이드인 대구 ll, 대구미술관, 대구
- 기억의 소환, 수성아트피아, 대구

2021
- 대구미술관 개관 10주년 기념 아카이브전 첫 번째 10년, 대구미술관, 대구
- 2021 문자문명전, 창원 성산아트홀 전관, 창원
- 대구추상미술 다시보기 신조미술협회 50년, 대구미술 진전의 역사, 대구문화예술회관, 대구

2022
- 2022년 소장품 기획전, 나를 만나는 계절, 대구미술관, 대구
- 2022 왜관국제현대미술제, 갤러리 오모크, 대구

2023
- 2023 무경계 프로젝트-온새미로, 달서아트센터, 대구
- 2023 국제교류작품전, 대구대학교, 대구

## 수상[8]
1982
- 창작미술협회 공모전 특선

1996
- 예총예술문화상(미술부문), 제96-86호 한국예총회장

2001
- 대구광역시 문화상, 예술1-대구광역시장, 대구

2003
- 공로상-지역문화발전, 제2003-97호-문화관광부장관

2012
- 대구예술대상2012제241호, 한국예총대구광역시연합회, 대구

2019
- 대구미술인대상, 대구미술협회, 대구

## 소장[9]
- 국립현대미술관, 서울 - ‘소리-3’, ‘어느날밤’, ‘해골들 87’ (1997)
- 국립현대미술관 미술은행 – 중국 소주(蘇州)(2011)
- 대구문화예술회관, 대구 - Sound 85-5(1985), 예감(1995), 동굴(1991)
- 대구미술관, 대구 - 골고다 5(2013), 미래를 통하는 문(2010), 인간은 잘못을 남의 탓으로 전가하고 싶다(2009), 대구 지하철 사고열차(2006), 하늘(1991), 미국 교육(2000), 선으로부터 97(1997), 행복한 죽음(1996), 인간은…(1994), 해골(1989-1991), 해골 87-1(1987), 해골(1985), 세 개의 해골 85(1985), 사고(1984), 소리 85(1985), 콤포지션 84-1(1984), 바보의 미장(1982), 점 80-7(1979), 원초 77-2(1977), 고성(1971), 자화상-84(1984)
- 대구오페라하우스, 대구 - 관계(2005)
- 대백플라자백화점, 대구 - 기-하늘(1997)
- 부산시립미술관, 부산 - 인간은 무엇이 되어 어디로 가는가?(1991)
- 대구대학교 박물관, 대구 - 정물 (2002)
- 대구시청, 대구 - 오수(2002)
- 불광사, 서울 - 붓다(2009)
- 대구보건대학, 대구 - 우리는 어디로 가고 있는가?’(2009)
- 김대건성당, 대구 - 파스카’외 1점(2009)
- 시안 미술관, 경북 영천 – 시간의 거울(2014)
- 머레이주립대학교, 미국
- 상해시청, 상해, 중국 - ‘상해심상-1’, ‘상해심상-2’(2002)
- 춘천 애니메이션 박물관, 춘천 - ‘시간의 거울 6’, ‘염원2018-헌화가’(2018)
- 한국불교미술박물관, 서울 - 꽃(2007)
- Art Summit Foundation, Ravindra Munch, Jaipur, India - 인간은 무엇이 되어...(2017)

## 참고 문헌
1. ↑  《Kwonjungho 1971-2019.》. Daegu: Daegu Art Center(Daegu Gwangyeoksi Munhwa Yesul Hoegwan). 2019. 7쪽. ISBN 978-89-94155-68-5.
2. ↑  《kwonjungho 1971-2019.》. Daegu: Daegu Art Center(Daegu Gwangyeoksi Munhwa Yesul Hoegwan). 2019. 233-250쪽. ISBN 978-89-94155-68-5.
3. ↑  《KWON JUNG HO》. SHANGHAI Art Museum. 2005. 258-259쪽. ISBN 89-956941-0-6.
4. ↑  《Kwonjungho 1971-2019.》. Daegu: Daegu Art Center(Daegu Gwangyeoksi Munhwa Yesul Hoegwan). 2019. 252쪽. ISBN 978-89-94155-68-5.
5. ↑  《Kwonjungho 1971-2019.》. Daegu: Daegu Art Center(Daegu Gwangyeoksi Munhwa Yesul Hoegwan). 2019. 17-25쪽. ISBN 978-89-94155-68-5.
6. ↑  《KWONJUNGHO, The Mirror of Death Shining on a Life》. 시안미술관. 2013. 53쪽. ISBN 979-11-951125-0-0.
7. ↑  《MADE IN DAEGU Ⅱ》. Daegu Art Museum. 2020. 168-169쪽. ISBN 979-11-87247-50-0.
8. ↑  Daegu Art Museum (2020). 《MADE IN DAEGU Ⅱ》. 168-169쪽. ISBN 979-11-82747-50-0.
9. ↑  《kwonjungho 1971-2019.》. Daegu: Daegu Art Center(Daegu Gwangyeoksi Munhwa Yesul Hoegwan). 2019. 254쪽. ISBN 978-89-94155-68-5.